# Michal Novinski
Michal Novinski, narozený jako Michal Ničík, (4. října 1971 Žilina, Československo) je hudební skladatel známý hlavně jako autor filmové a divadelní hudby.

## Život
Kariéra Michala Novinského odstartovala, když ve svých 19 letech dostal zakázku Slovenského národního divadla zkomponovat hudbu k baletu Svetlo v tme (režie a choreografie Ondrej Šoth). Po úspěchu tohoto projektu následovala spolupráce se známým slovenským mimem Milanem Sládkem a dalšími divadelními režiséry ze Slovenska a České republiky, mj. s Jurajem Nvotou, Romanem Polákem, Jiřím Pokorným, Michalem Dočekalem. V roce 2011 zkomponoval hudbu pro divadelní hru Petra Zelenky Ohrožené druhy, která měla premiéru v pražském Národním Divadle. Novinski spolupracoval s předními divadelními scénami na Slovensku, v České republice a v Maďarsku, hlavně s Národním divadlem v Praze, Vígszínház v Budapešti a Slovenským národním divadlem SND v Bratislavě.
Novinského poslední prací je původní hudba ke kritikou oslavovanému filmu Ve Stínu, na kterém spolupracoval se svým dlouholetým hudebním souputníkem Janem P. Muchowem, za kterou získali cenu Český Lev a Cenu české filmové kritiky za rok 2012.
Je členem Evropské Filmové Akademie (EFA),České Filmové a Televizní Akademie (ČFTA) a Slovenské Filmové a Televizní Akademie (SFTA).
Za svoji práci obdržel ocenění České Filmové a Televizní Akademie Český Lev za nejlepší hudbu ve filmech Kuky se vrací (2010), režírované Janem Svěrákem a Ve stínu (2012), režírované Davidem Ondříčkem. Na Slovensku obdržel ocenění Slnko v sieti udělované Slovenskou Filmovou a Televizní Akademií za hudbu k filmu Nedodržený slib, režie: Jiří Chlumský.

## Filmografie

### Film
- Team Havnaa, rež. Bård Breien (2024)
- Keď život chutí, rež. Kristína Dufková (2024)
- Svetielka, rež. Beata Parkanová (2024)
- Světloplachost, rež. Ivan Ostrochovský (2023)
- Kapa rež. Slobodan Maksimovič (2021)
- Na značky! rež. Mária Pinčíková (2021)
- Dračí princezna rež Katarina Launing (2020)
- Anatomie zrady rež. Biser A. Arichtev (2020)
- Hodinářův učeň rež. Jitka Rudolfová (2019)
- Ostrým nožom rež. Teodor Kuhn (2019)
- Toman rež. Ondřej Trojan (2018)
- Zabawa Zabawa rež. Kinga Debska (2018)
- Plan B rež. Kinga Debska (2017)
- Po strništi bos rež. Jan Svěrák (2017)
- Žltá rež. Ivana Šebestová (2017)
- Lekce filmu Jana Svěráka rež. Juraj Krasnohorský (2017)
- Nesmrteľný les rež. Erik Baláž (2017)
- Život v oblakoch rež. Erik Baláž (2016)
- Sloboda pod nakládom rež. Pavol Barabáš (2016)
- Učitelka rež. Jan Hřebejk (2016)
- Wilsonov rež. Tomáš Masín (2015)
- 5. říjen rež. Martin Kollár (2015)
- vlna vs. břeh rež. Martin Štrba (2014)
- Andělé všedního dne rež. Alice Nellis (2014)
- Tři Bratři rež. Jan Svěrák (2014)
- Ve stínu rež. David Ondříček (2012)
- Tygři ve městě rež. Juraj Krasnohorský (2012)
- Trou de fer: Železná diera rež. Pavol Barabáš (2011)
- Kdo je tam? rež. Vanda Raýmanová (2010)
- Mongolsko - Ve stínu Čingischána rež. Pavol Barabáš (2010)
- Kuky se vrací rež. Jan Svěrák (2010)
- Nedodržený slib rež. Jiří Chlumský (2009)
- Carstensz - Siedma Hora rež. Pavol Barabáš (2008)
- Neznáma Antarktída rež. Pavol Barabáš (2007)
- Tepuy - Cesta Do Hlbin Zeme rež. Pavol Barabáš (2006)
- Amazonia Vertical rež. Pavol Barabáš (2005)
- OMO - Cesta do pravěku rež. Pavol Barabáš (2002)

### TV Seriál
- Večne mladí (2024)
- Extraktori (2023)
- Víťaz (2023)
- Město stínů (2008)
- Kriminálka Anděl (2008–2014)

## Ocenění
- 2020 Slovenská národní filmová cena Slnko v sieti za nejlepší hudbu - film Ostrým nožem rež. Teodor Kuhn (nominace)
- 2020 Český lev za nejlepší hudbu - film Hodinářův učeň, rež. Jitka Rudolfová, spoluautor: Ivan Acher (vítěz)
- 2019 Český lev za nejlepší hudbu - film Toman, rež. Ondřej Trojan (nominace)
- 2018 Český lev za nejlepší hudbu - film Po strništi bos, rež. Jan Svěrák (nominace)
- 2017 Slovenská národní filmová cena Slnko v sieti za nejlepší hudbu - film Učitelka rež. Jan Hřebejk (vítěz)
- 2016 Hlavní cenu za nejlepší hudbu - film Učitelka rež. Jan Hřebejk na 54.Mezinárodním filmovém festivalu v Gijon, Španělsko
- 2016 Český lev za nejlepší hudbu - film Wisonov, rež. Tomáš Mašín (nominace)
- 2014 Český lev za nejlepší hudbu - film Tři Bratři, rež. Jan Svěrák a film Andělé všedního dne rež. Alice Nellis (nominace)
- 2014 Slovenská národní filmová cena Slnko v sieti za nejlepší hudbu - film Ve stínu, rež. David Ondříček
- 2012 Český lev za nejlepší hudbu - film Ve stínu, rež. David Ondříček
- 2012 Cena české filmové kritiky za nejlepší hudbu - film Ve stínu, rež. David Ondříček
- 2011 Filmová cena Film Europe Award za úspěšnou prezentaci slovenského filmového umění v zahraničí
- 2010 Český lev za nejlepší hudbu - film Kuky se vrací, Jan Svěrák
- 2009 Slovenská národní filmová cena Slnko v sieti za nejlepší hudbu - film Nedodržený slib, rež. Jiří Chlumský
- 2006 Divadelní cena sezóny - DOSKY za nejlepší divadelní hudbu sezóny
- 2004 Divadelní cena sezóny - DOSKY za nejlepší divadelní hudbu sezóny
- 1999 Divadelní cena sezóny - DOSKY za nejlepší divadelní hudbu sezóny